# Cratere Levi-Montalcini
Levi-Montalcini è un cratere lunare di 5 km situato nella parte sud-orientale della faccia nascosta della Luna.